# Вільна (мемуари)
Вільна — це мемуари 2020 року Ґленнон Дойл. Вони вийшли у видавництві The Dial Press 10 березня 2020 року. Це треті мемуари авторки після книжок «Любовний воїн» та «Продовжуй, воїне».
Книжка дебютувала під номером один у списку бестселерів документальної літератури The New York Times де пробула сім тижнів. Станом на 31 травня 2020 року книжка пробула в цьому списку 10 тижнів.

## Прийняття
Publishers Weekly написав: «Це свідчення жіночого самоствердження та любові до себе, з чарівною історією камінг-ауту в центрі, зачарує читачів».
Kirkus Reviews назвав це «зрозумілою, наснажливою хронікою жіночого самоствердження і винагород від самоусвідомлення та оновлення».

## Телевізійна адаптація
6 серпня 2020 року Bad Robot і Warner Bros. Television Studios придбали права на мемуари для екранізації телесеріалу.
У лютому 2022 року Дойл розповіла у своєму подкасті We Can Do Hard Things, що Сару Полсон було обрано на головну роль.
У березні 2024 року Полсон було офіційно затверджено на роль: Кріста Вернофф адаптувала мемуари, а Джессі Нельсон, Александр Шмітт і Ендрю Стерн приєдналися як виконавчі продюсери під прапором компанії Trip the Light Productions.

## Переклад українською
2024 року у видавництві «BookChef» вийшов український переклад книжки. Перекладачка — Ганна Гнедкова.